# Лисестровское сельское поселение
Лисестровское сельское поселение или муниципа́льное образова́ние «Лисестровское» — муниципальное образование со статусом сельского поселения в Приморском муниципальном районе Архангельской области России.
Соответствует административно-территориальной единице в Приморском районе — Лисестровскому сельсовету.
Административный центр — деревня Окулово.

## География
Расположено в южной части Приморского района Архангельской области, располагаясь на левом берегу реки Северная Двина. По территории поселения протекает река Ширша. Граничит с Заостровским сельским поселением, Архангельском, Новодвинском, Плесецким и Холмогорским районами.

## История
Муниципальное образование было образовано в 2004 году.
В 2015 году в состав сельского поселения вошли населённые пункты упразднённого Васьковского сельского поселения согласно Закону Архангельской области от 28 мая 2015 года № 289-17-ОЗ.
До 1917 года Лисестровская волость входила в состав Архангельского уезда. В 1924 году Лисестровская волость объединена с Рикасовской и Яковлевской волостями в Исакогорскую волость. С 1929 года по 1930 год Лисестровский и Ширшинский сельсоветы входили в состав Архангельского района Северного края. 10 февраля 1931 года вышло постановление ВЦИК подчинить Архангельскому горсовету Ширшинский и Лисестровский сельсоветы упразднённого Архангельского района. С 1952 года по 1955 год Лисестровский с/с входил в состав Архангельского района Архангельской области. В 1955 году Лисестровский сельсовет вошёл в состав Приморского района Архангельской области. В 1992 году Лисестровский сельсовет был реорганизован в Лисестровскую сельскую администрацию.

## Население
| 2005  | 2007  | 2010  | 2011  | 2012  | 2013  | 2014  | 2015  | 2016  |
| ----- | ----- | ----- | ----- | ----- | ----- | ----- | ----- | ----- |
| 2333  | →2333 | ↘1954 | ↘1947 | ↗1960 | ↗1996 | ↗2040 | ↗2069 | ↗3191 |
| 2017  | 2018  | 2019  | 2020  | 2021  | 2023  |       |       |       |
| ↗3244 | ↗3301 | ↘3246 | ↗3301 | ↗3964 | ↗3990 |       |       |       |

## Состав сельского поселения
В состав сельского поселения входят 36 населённых пунктов
| №  | Населённый пункт  | Тип населённого пункта          | Население |
| -- | ----------------- | ------------------------------- | --------- |
| 1  | Амосово           | деревня                         | ↗50       |
| 2  | Аэропорт Васьково | населённый пункт                | ↗58       |
| 3  | Большая Корзиха   | деревня                         | ↗133      |
| 4  | Брусеница         | железнодорожная станция         | ↗18       |
| 5  | Бутырки           | деревня                         | →4        |
| 6  | Васьково          | посёлок                         | ↗1137     |
| 7  | Верхние Валдушки  | деревня                         | ↗360      |
| 8  | Волохница         | деревня                         | ↗129      |
| 9  | Заозерье          | деревня                         | ↗26       |
| 10 | Заручей           | деревня                         | ↗26       |
| 11 | Захарово          | деревня                         | ↗10       |
| 12 | Илес              | железнодорожная станция         | ↗4        |
| 13 | Исакогорка        | деревня                         | ↗271      |
| 14 | Кривляево         | деревня                         | ↗33       |
| 15 | Кукушка           | деревня                         | ↘23       |
| 16 | Любовское         | деревня                         | ↗43       |
| 17 | Малая Корзиха     | деревня                         | ↗17       |
| 18 | Мелехово          | деревня                         | ↘47       |
| 19 | Мыза              | деревня                         | ↗6        |
| 20 | Негино            | деревня                         | ↗5        |
| 21 | Нестерово         | деревня                         | ↗11       |
| 22 | Никольское        | деревня                         | ↘3        |
| 23 | Новое Лукино      | деревня                         | ↘24       |
| 24 | Окулово           | деревня, административный центр | ↗75       |
| 25 | Первая Гора       | деревня                         | ↘1        |
| 26 | Ригач             | деревня                         | ↗19       |
| 27 | Саломат           | деревня                         | →3        |
| 28 | Семёново          | деревня                         | ↗59       |
| 29 | Слободка          | деревня                         | ↗10       |
| 30 | Средняя Гора      | деревня                         | ↗28       |
| 31 | Тараканово        | деревня                         | →2        |
| 32 | Тундра            | железнодорожная станция         | ↘8        |
| 33 | Фельшинка         | деревня                         | ↗29       |
| 34 | Часовенское       | деревня                         | ↗176      |
| 35 | Ширша             | деревня                         | ↗6        |
| 36 | Ширшинский        | посёлок                         | ↘739      |

## Местное самоуправление
Адрес: 163038, Архангельская область, Приморский район, д. Окулово, дом 1.